# Camponotus mina
Camponotus mina é uma espécie de inseto do gênero Camponotus, pertencente à família Formicidae.